# Patriarcado de Grado
O Patriarcado de Grado (em latim: Patriarchatus Gradensis) foi um patriarcado da Igreja Católica do rito romano, sucessora do Patriarcado de Aquileia. Hoje é uma sé titular, desde 1968. Sua jurisdição foi sucedida pelo Patriarcado de Veneza.

## Patriarcas
- Antônio † (725 - 747)
- Emiliano † (747 - 755)
- Vitaliano † (755 - 767)
- João IV da Trieste † (767 -  802)
- Fortunato I da Trieste † (803 – 820)
- Giovanni V † (820- 825)
- Venério Trasmondo † (825 - 852)
- Vitor I † (852 - 856)
- Vital Partecipácio † (856 - ?)
- Pedro Martúrio (875 - 877)
- Vitor Partecipácio † (877 - ?)
- Jorge (?)
- Vital II (?)
- Domingos I Tribuno † (904 - ?)
- Domingos II 919
- Lourenço Mastalinzi (?)
- Marinho Contarini † (933 - ?)
- Bono Blacanico † (960
- Vital Barbolano (?)
- Vital Candiano † (976 - 1017)
- Orso Orseolo † (1018 - 1026 deposto)
  - Sede vacante (1026-1030)
- Orso Orseolo † (1030 - 1049) (pela segunda vez)
- Domingos Bulzano (circa 1050 - ?)
- Domingos Marango (circa 1050 - ?)
- Domingos Cerbano † (1074 - 1077)
- João Saponario (?)
- Pedro Badoer † (1092 - 1105)
- João Gradenigo † (1105 - 1108)
  - Sede vacante (1108-1112)
- João Gradenigo † (1112 - 1128 deposto) (pela segunda vez)
- Enrico Dandolo † (1130 - 1182)
- João Segnale † (1182 - 1201)
- Benedito Falier † (1201 - 1207)
- Ângelo Barozzi † (1211 - 1238)
- Leonardo Querini † (1238 - 1244)
- Lourenço † (1244 - 1255)
- Jacó Belligno (1255 - 1255)
- Ângelo Maltraverso, O.P. † (1255 - 1272)
- João da Ancona † (1272 - 1279)
- Guido † (1279 - 1289)
- Lourenço di Parma † (1289 - 1295)
- Egídio da Ferrara † (1295 - 1310)
- Ângelo Motonense † (1310 - 1313)
- Paulo de Pilastris † (1313 - 1316)
- Marco de Vinea † (1316 - 1318)
- Domingos † (1318 - 1332)
- Dino di Radicofani † (1332 - 1336 nomeado arcebispo de Gênova)
- André da Padova † (1337 - 1355)
- Orso Dolfin † (1355 - 1361)
- Fontanier de Vassal, O.F.M. † (1361 - 1367)
- Francisco Querini † (1367 - 1372)
- Tomás de Frignano, O.F.M. † (1372 - 1383)
- Urbano † (1383 - 1389)
- Pedro Amélio † (1389 - 1400)
- Pedro † (1400 - 1406)
- João Zambotti † (1406 - 1408)
- Francesco Lando † (1408 - 1409 nomeado patriarca Latino de Constantinopla)
- Leonardo Dolfin † (1409 - 1427)
- Biagio Molin † (1427 - 1439)
- Marco Condulmer † (1439 - 1445 nomeado patriarca Latino de Alexandria)
- Domingos Michiel † (1445 - 1451)

## Prelados titulares
- José López Ortiz, O.S.A. † (1969 - 1992)
- Crescenzio Sepe (1992 - 2001 nomeado cardeal-diácono de Dio Padre misericordioso)
- Diego Causero, desde 2001